# Tramway de Sidi Bel Abbès
Le tramway de Sidi Bel Abbès est un réseau de tramway qui dessert la ville de Sidi Bel Abbès, deuxième ville de l'ouest de l'Algérie après Oran. Il a été inauguré le 26 juillet 2017 par le ministre des Travaux publics et des Transports.

## Histoire
La réalisation des travaux de la première ligne de 14.5 km du tramway de Sidi Bel Abbès a été confiée à l’entreprise turque Yapi Merkezi et à son sous-traitant ENGIE (pour la partie systèmes) pour plus de 420 millions de dollars. Amar Tou le ministre algérien des Transports a lancé les travaux le 22 juin 2013
La première des futures 34 rames du type Alstom Citadis 402, assemblée par Cital, a été livrée à Sidi Bel Abbès le 8 avril 2016.
La maîtrise d'œuvre de l'opération a été confiée à EGIS RAIL.

## Caractéristiques

### Tracé
Le tracé du tramway s’étend de la Gare du Nord (route de Tlemcen) jusqu’à la nouvelle gare ferroviaire, en passant par l’avenue Théodore Héritiers, le boulevard de la République, les rues Abane Ramdane, Oulhassi Mokhtar, le faubourg Sidi Djillali et Benhamouda. Une seconde ligne est prévue à partir de la cité Wiam en passant par les « Cascades », la trémie de Sidi Djilali pour faire jonction avec la ligne principale du tramway au niveau de Benhamouda.
À cela s’ajoutera une nouvelle extension qui s’étendra de la gare du Nord jusqu’au Boulevard Messali El Hadj, en passant par le boulevard Ferhat Abbas, sur le tracé du futur pôle d’Excellence.

## Exploitation

### Contrat
Le 24 mai 2012, le groupe RATP annonce avoir obtenu l'exploitation et la maintenance de tous les projets de tramways algériens, y compris le tramway de Sidi Bel Abbès, dans le cadre d'une coentreprise (sauf la maintenance pour Alger). RATP Dev dirige cette société commune, la « Société d'exploitation des tramways » (Setram), dont elle est actionnaire à 49 %, aux côtés de l'ETUSA (36 %) et de l'Entreprise Métro d'Alger (EMA, 15 %),,,. Comme c'est le cas pour les autres réseaux de tramway en Algérie, la Setram est chargée de l’exploitation, de la préparation à l’exploitation, ainsi que de l’entretien et de la maintenance du tramway de Sidi Bel Abbès,.